# Androsace laxa
Androsace laxa là một loài thực vật có hoa trong họ Anh thảo. Loài này được C.M.Hu & Y.C.Yang mô tả khoa học đầu tiên năm 1986.